# Líbano en los Juegos Paralímpicos de París 2024
Líbano estuvo representado en los Juegos Paralímpicos de París 2024 por un deportista masculino. El equipo paralímpico libanés no obtuvo ninguna medalla en estos Juegos.